# Прояви обмеження свободи слова
Прояви обмеження свободи слова - це факти позазаконного обмеження права свободи слова громадян України, що не здійснюється в інтересах національної безпеки, територіальної цілісності або громадського порядку або з метою запобігання заворушеннь чи злочинів, для охорони здоров’я населення, для захисту репутації або прав інших людей, для запобігання розголошенню інформації, одержаної конфіденційно, або для підтримання авторитету і неупередженості правосуддя.
Прояви обмеження свободи слова є порушенням прав людини, що задекларовані у «Загальній декларації прав людини» (ст. 19), «Конвенції про захист прав людини і основних свобод» (ст. 10) і Конституції України, ст. 34

## Перелік проявів обмеження свободи слова

### Обмеження переліку документів, що може бути підписаний з використанням національного електронного цифрового підпису
Порушення свободи слова здійснюється шляхом обмеження володареві ЕЦП можливості підписання документів тільки переліком "стандартних документів", що містяться у програмному забезпеченні - засобі накладення ЕЦП. 
Цим громадяни України усуваються від участі у інформаційній діяльності держави шляхом обмеження можливостей користуватися надійними засобами контролю походження і цілосності електронних документів, яким є ЕЦП. Таке обмеження конституційного права є ризик-фактором узурпації державної влади в країні і складає загрозу інформаційній безпеці України і національній безпеці в цілому. 
Фактори, що сприяють цьому порушенню Законодавства України:
- невідповідність національних засобів ЕЦП міжнародним стандартам (X.509);
- відсутність єдиного національного програмного забезпечення накладення/перевірки ЕЦП, що незалежне від сертифікаційного центру, що надає громадянам засоби ЕЦП (ключі і сертифікати).
- відсутність у деяких сертифікаційних центрів спеціалізованих засобів, призначених виключно для накладення і перевірки ЕЦП - натомість засоби ЕЦП інтегровані у спеціалізоване програмне забезпечення бухгалтерської та іншої звітності;

Перелік програмних засобів ЕЦП що не дозволяють володареві ЕЦП підписати документ вільного змісту: 
- Арт-Звіт;

Перелік програмних засобів ЕЦП що дозволяють володареві ЕЦП підписати документ вільного змісту:
- Бест-Звіт (підтримка продукту закінчується з 1 січня 2012 р.)
- M.E.Doc;